# Садомания
«Садомания» — низкобюджетный фильм в стиле Women in Prison с изобилием жестокости, не рекомендуется детям до 18 лет и слабонервным.

## Сюжет
Пара молодожёнов случайно заезжают на частную территорию садистки Магды Уртадо. Их арестовывают. Парня отпустили, а девушку оставили у Магды, в её женской тюрьме. Парень решает спасти девушку.